# 卡洛斯·费尔南德斯·贡丁
卡洛斯·费尔南德斯·贡丁（西班牙語：Carlos Fernández Gondín，1938年7月1日—2017年1月7日），古巴政治人物。古巴共产党中央委员会委员，古巴内政部长。

## 生平
1938年生于圣地亚哥-德古巴的一个工人阶级家庭。1958年参加劳尔·卡斯特罗领导的古巴革命武装力量，反抗富尔亨西奥·巴蒂斯塔。1961年参加吉隆滩之战。1965年参与成立古巴共产党。1975年赴非洲，担任古巴军事特派团团长，帮助安哥拉脱离葡萄牙独立。回国后，他在军事反情报局工作，官至局长，升至少将军衔。1989年起任内政部副部长，1993年当选全国人民政权代表大会代表。2015年出任内政部长。2013年，他与时任中共中央政治局委员、中央政法委书记孟建柱会见。2015年，他与时任美国国土安全部副部长亚历杭德罗·马约尔卡斯会见。他曾被授予古巴共和国英雄称号，以及马克西莫·戈麦斯勋章。
2015年因中風住院，2016年没有参加古巴内政部成立55周年庆典活动。2017年1月7日逝世。